# خالد يوسف شراب
خالد يوسف شراب (12 سبتمبر 1999 -) لاعب كرة قدم قطري.

## مسيرة اللاعب
لعب في نادي الجيش وفي عام 2017 صدر قرار بدمج نادي لخويا مع نادي الجيش تحت مسمى نادي الدحيل وانضم بعدها إلى نادي الدحيل وأعير إلى نادي الخور ونادي الوكرة.